# Фјесо (Венеција)
Фјесо (итал. Fiesso) је насеље у Италији у округу Венеција, региону Венето.
Према процени из 2011. у насељу је живело 7372 становника. Насеље се налази на надморској висини од 6 м.